# Onze-Lieve-Vrouwkerk van de Oude Bareel

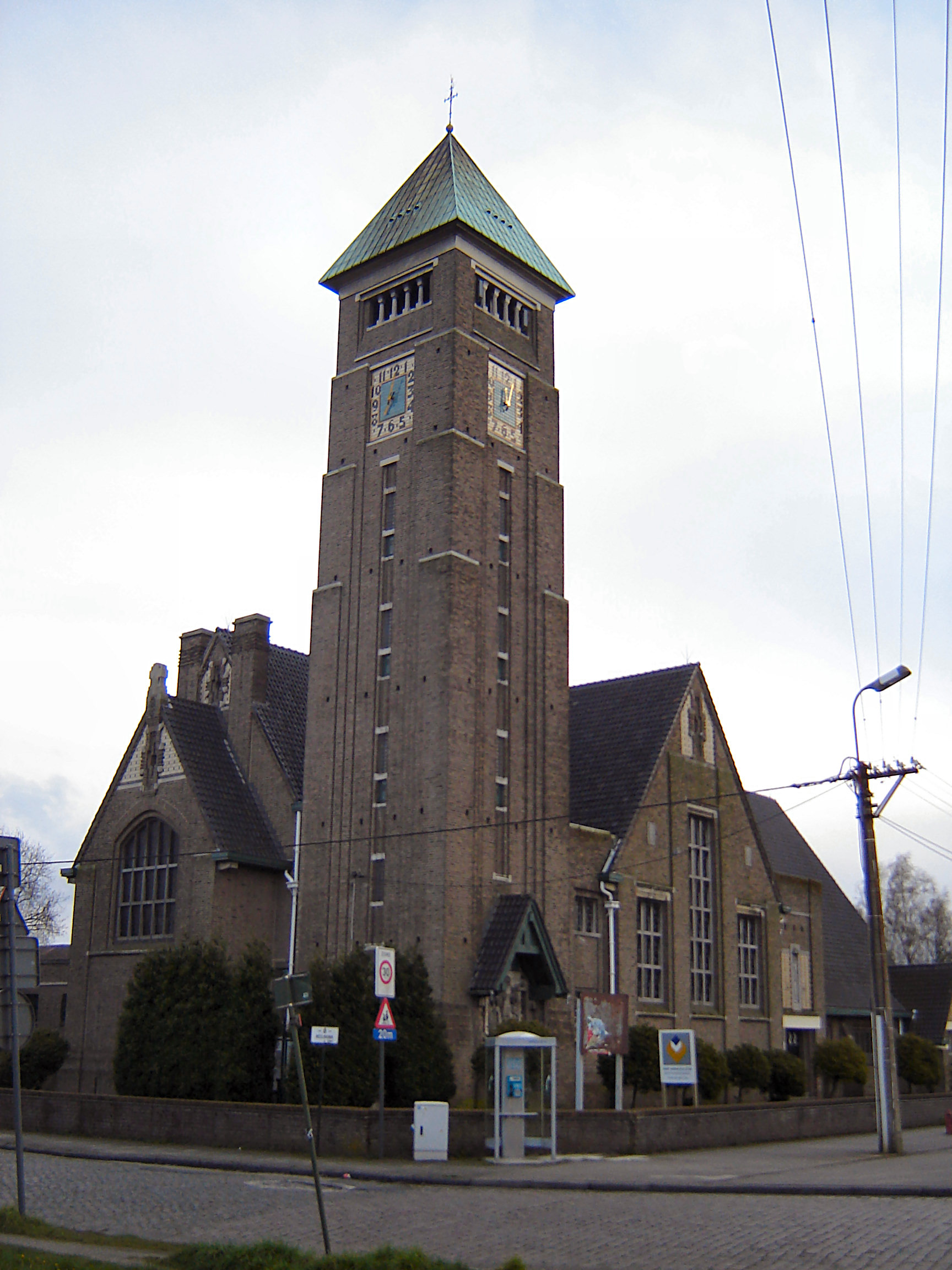
De Onze-Lieve-Vrouwkerk Oude Bareel

De Onze-Lieve-Vrouwkerk van de Oude Bareel is een kerkgebouw in Oude Bareel, een wijk in de Gentse deelgemeente Sint-Amandsberg. De kerk is toegewijd aan Onze-Lieve-Vrouw.

## Bouwgeschiedenis
Door de bevolkingsaangroei langs de Antwerpse- en Dendermondsesteenweg richtte men op 17 oktober 1928 de nieuwe parochie Oude Bareel op. Op de stichting werd reeds vanaf 1907 door pastoor Cap van Sint-Amandsberg aangedrongen. Een moeilijkheid was, dat de parochie gedeeltelijk op het grondgebied van Oostakker lag en dit dorp zich bleef verzetten tegen de nieuwe parochie. In 1911 tekende een architect reeds plannen voor een nieuwe kerk maar door het uitbreken van de Eerste Wereldoorlog en ingevolge het gebrek aan fondsen werd de bouw niet gerealiseerd. Uiteindelijk werd de modernistische kerk Onze-Lieve-Vrouw van de Oude Bareel in 1930 ontworpen door architect Valentin Vaerwyck. De inzegening door bisschop Honoré Jozef Coppieters vond plaats op 23 juli 1933.

## Architectuur
Deze moderne parochiekerk is opgetrokken met gele baksteen in een sobere traditionele stijl met art-deco-invloeden. De plattegrond toont een traditionele structuur: een rechthoekig schip met uitgebouwd hoofd- en zijportaal, een doopkapel, een licht uitspringend transept en een vierkante toren. Vaerwyck versierde de buitenzijde met decoratieve baksteenarchitectuur van de Amsterdamse School. De gebeeldhouwde calvarieberg staat aan de noordzijde.